# ミネルヴィーノ・ディ・レッチェ
ミネルヴィーノ・ディ・レッチェ（イタリア語: Minervino di Lecce）は、イタリア共和国プッリャ州レッチェ県にある、人口約3,600人の基礎自治体（コムーネ）。

## 地理

### 位置・広がり

#### 隣接コムーネ
隣接するコムーネは以下の通り。
- ジュッジャネッロ
- ジュルディニャーノ
- ポッジャルド
- サンタ・チェザーレア・テルメ
- ウッジャーノ・ラ・キエーザ